# YUSHI (マジシャン)
YUSHI（ユウシ）は、日本の奇術師。日本大学藝術学部演劇学科在学中にマジシャンとしての活動を開始。
以来、マジシャンとしては珍しい地上波全国放送での長期レギュラー出演をはじめ、SMAP×SMAPで木村拓哉が主演するコントのマジックを指導するなど、メディアでの活躍が目立つ。嵐の二宮和也が演じるカードマジックはYUSHIの指導によるものが多い。大がかりなイリュージョンから、技巧的なクロースアップマジック、そしてメンタルマジックなどがレパートリーである。
日本国外著名マジシャンとの交流など国際的な活動の一方、国内の震災復興支援における子供たちへの慰問などにも取り組んでいる。
社団法人日本奇術協会所属。

## 主な活動

### テレビ番組
- 女子アナSP 出演 （2004年12月 フジテレビ）
- 音流〜On Ryu〜 レギュラー出演 （2005年1月-2006年3月 テレビ東京）
- クイズプレゼンバラエティー Qさま!! 出演（2007年3月 テレビ朝日）
- 金色の翼 出演（2007年7月 東海テレビ）
- 王様のお夜食　スペシャルゲスト　はしのえみ、坂下千里子等と共演（TBS）
- 『ぷっ』すま　出演（テレビ朝日）
- 学校へ行こう!　出演（TBS）
- アンタッチャブルM-1グランプリ優勝記念特番　ゲスト出演　（ABC）
- ためしてガッテン　出演　（NHK）
- トリックハンター    出演（NTV）
- スッキリ!!    出演（NTV）

### 演技指導・監修等
- SMAP×SMAP「庶民派マジシャン・ゼロ」 マジック指導（2006年12月- フジテレビ）
- 明治ミルクチョコレートCM　嵐・松本潤にマジック指導
- NTTドコモ携帯CM　水嶋ヒロに演技指導
- KREVA全国ツアーにてイリュージョンコンサルタントを担当
- ラーメンズ小林賢太郎ソロコントライブ「ポツネン」トリック監修
- ラーメンズ小林賢太郎プロデュースKKP#5「TAKE OFF」イリュージョン監修
- 「Camouflage」1クールにわたり、蒼井優にマジック指導（WOWOW）
- 仮面ライダー鎧武/ガイム    演技指導
- オズ はじまりの戦い  公開記念イベントトリック監修  宮本亜門、剛力彩芽に演技指導

### 舞台
- ラーメンズ小林賢太郎プロデュース「KKP#6トライアンフ」全国ツアーに出演

### CM
- 花王トイレマジックリン
- Victor　デジタルカセットムービー
- サッポロビール  サワー工房

他、ハンドモデル多数

### ビデオ・クリップ
- 島谷ひとみ「PASIO〜パッシオ」出演（2006年11月）
- ラーメンズ　“news-news”(2000年11月)

### パーティ・イベント
- Louis Vuitton、Cartier、Christian Dior、TIFFANY、OMEGA、FRANCK MULLER、Harry Winston、Tommy Hilfiger、SWAROVSKI、ESCADA、L’Occitane、Chopard、GUERLAIN、LANVIN、LANCOME、資生堂

等、各ブランドパーティー出演
- OMEGAブティックのオープニングパーティーにて映画007カジノロワイヤルのボンドガールと共演
- ファッション誌『CANCAN』20周年イベント出演　お台場特設会場にて
- NTTPCコミュニケーションズNET&COM2004　幕張にて展示会（ステージ）
- 横浜ワシントンホテル主催カウントダウンイリュージョンショー
- フジテレビイベント「お台場冒険王」出演
- 東京ドームにて企業パーティー　2日間連続で3万人の観客の前でイリュージョンショー
- マカオのカジノ施設マカオタワーにてショーを成功させる

## 雑誌
- 『東京WALKER』 YUSHI紹介記事掲載
- 『WILD STYLE』　紙面によるマジック講座

## その他
- BOXMENプロパフォーマンスアカデミー 2004年度テーブルマジック講師
- 新潟県中越地震被災地（小学校、避難所等）52ケ所にて延べ1万6千人以上にマジックショー
- 豪華クルーズ客船「ふじ丸」「ぱしふぃっくびいなす（世界一周クルーズ）」「にっぽん丸」

他客船多数